# Евфай
Евфай (дав.-гр. Εὐφάης) — цар Мессенії з роду Епітидів з 743 року до н. до 731—729 року до н. е., син царя Антіоха. Майже все своє правління брав участь у Першій Мессенській війні (743/740—724/720 роки до н. е.) проти Спарти. Саме до періоду його царювання відноситься легенда про те, як Арістодем приніс в жертву свою дочку.
Евфай помер незабаром після того, як отримав важку рану в бою; новим царем Мессенії став Арістодем.

## Життєпис
Евфай — син Антіоха. Він став царем під час початку Першої Мессенської війни у 743 або 740 році до н. е. Після того, як Спарта захопила Амфею, мессенці пішли зі своїх міст в Стениклер. Там Евфай провів збори, на яких виголосив промову про те, що їм не можна падати духом і боятися спартанців. Потім він наказав тренувати нових воїнів.
На четвертий рік війни Евфай організував похід на Спарту. Спартанці, дізнавшись про це, теж приготувалися до бою. Ефвай розташував своє військо в яру, призначивши головнокомандувачами Клеонніса, Піфарата та Антандра. Поки мессенські воїни та кіннота билися зі спартанцями, Евфай наказав укріпити задню частину табору. Коли настала ніч, Битва припинилася, і мессенці зміцнили передню частину. Наступного дня спартанці вийшли з поля бою, оскільки не могли битися, поки мессенці не вийдуть зі своїх схованок.
На наступний рік спартанські царі Полідор і Феопомп організували похід в Мессенію. Мессенці були готові до битви. Правим флангом командував Евфай і Антандр, лівим — Піфарат, центром — Клеонніс. Перед битвою Евфай виголосив промову про те, що вони борються не тільки за свою землю, а й за свої сім'ї та культуру. Мессенці за сигналом сміливо атакували спартанців. Загін Евфая успішно наступив на фланг Феопомпа, змусивши його відступити. Тим часом Піфарат був убитий, а його загін також відступив. В результаті жодна сторона не стала переслідувати втікачів. До ночі запеклий бій закінчився. На наступний день ніхто не наважився вступати в бій, а до кінця дня було оголошено перемир'я, після якого воїни почали ховати тіла вбитих товаришів.
Після цієї битви оплотом мессенців стала гора Ітома. Потім в Дельфи до оракула був посланий священний посол Тісіс. На зворотному шляху в Амфеї його вистежили спартанці та завдали ран. Коли Тісіс повернувся, він розповів Евфаю мовлення богів і помер. Мессенський цар, зібравши народ, повідомив, що боги вимагають принести в жертву «чисту діву» з роду Епітидів, — і наказав всім незайманим з цього роду тягнути жереб. Жереб дістався дочки Лікіска, який після цього втік разом з нею в Спарту. Тоді Арістодем (теж з Епітидів) запропонував жертвою свою дочку. Мессенець, ім'я якого не було згадано, заявив, що її не можна приносити в жертву, оскільки він її наречений і вона вагітна від нього. Це розлютило Арістодема і він убив свою дочку. Розпоров їй живіт, він переконався, що вона не була вагітною. Епебол, тлумач мовлення богів, сказав, що вона не була принесена в жертву, а вбита батьком, тому треба було знайти когось іншого. Мессенці вимагали, щоб принесли в жертву нареченого дівчини, проте він був важливий Евфаю, тому він переконав народ, що дочки Арістодема було досить.
У 731 або 730 році до н. е. спартанці напали на Мессенію. Під час битви Евфай, за словами Павсанія, бився з відвагою і сміливістю. Накинувшись на загін Феопомпа, він був важко поранений і впав, втративши свідомість. За словами Павсанія, оскільки у царя не було дітей, після закінчення битви він дозволив народу вибрати нового правителя, яким став Арістодем. Через кілька днів Евфай помер на тринадцятому році свого царювання.
На думку канадської дослідниці Джанік Обергер, Арістодем відповідає своєму попереднику в лідерських якостях. Обергер схарактеризувала Евфая як хорошого психолога та оратора, назвавши його промови більш моральними в порівнянні зі спартанськими. На її думку, мессенський цар, зберігаючи свою мужність, перевершував інтелектуальними здібностями спартанських правителів.